# Can't help myself (obra de arte)

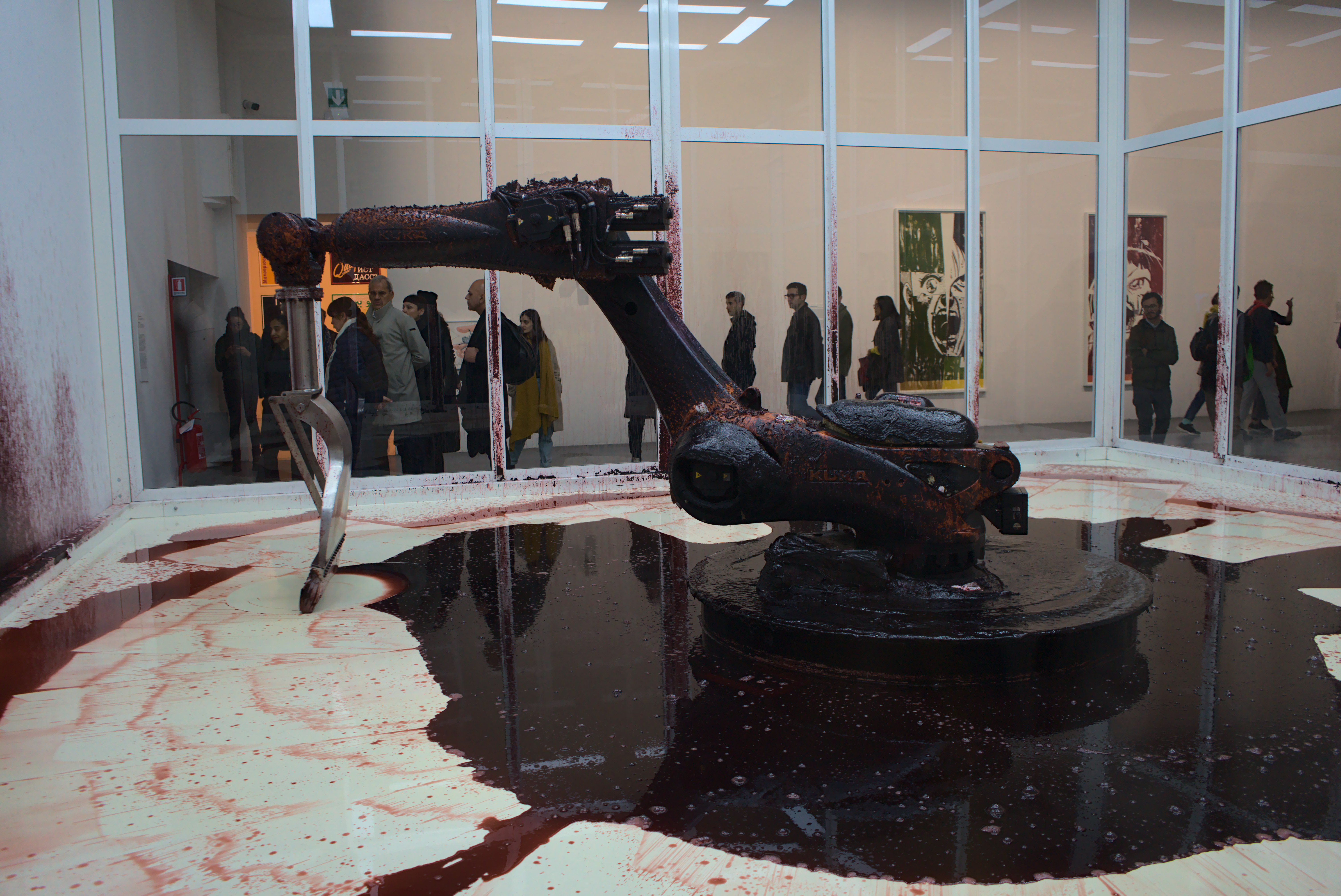
Can't help myself

Can't help myself es una obra de arte creada por Sun Yuan y Peng Yu. Fue encargada por el Museo Guggenheim y se instaló por primera vez en 2016 dentro  de la exposición Tales of Our Time (Historias de nuestros días). El trabajo es la primera obra robótica del Guggenheim de Nueva York.
La exposición consta de un brazo robótico situado dentro de una habitación de cristal. El propósito del robot es contener el líquido granate que le rodea arrastrándolo hacia sí mismo. Como consecuencia, el robot acaba salpicado y manchado por el líquido, así como la habitación que lo rodea, volviendo inútil la tarea que realiza.

## Descripción
El robot fue fabricado por Kuka y está hecho de acero inoxidable y su espátula de caucho. El líquido lleva éter de celulosa en agua coloreada. La instalación tiene una rejilla de iluminación con sensores de reconocimiento visual Cognex y las paredes están hechas de policarbonato con marco de aluminio.
El brazo mide alrededor del doble que una persona, pero esto nunca ha sido confirmado por sus creadores. La habitación tiene 36 metros cuadrados aproximadamente. La máquina se asemeja a los brazos robóticos utilizados en las fábricas de coches.
"Can’t Help Myself es una obra provocadora y enigmática”, explica The Creators Project. “Trata varios temas actuales que son de vital importancia en un contexto global, no solo por su naturaleza robótica, sino también por su mensaje conceptual y sociopolítico”.

## Funcionamiento
Sun yuan y Peng Yu, junto a dos ingenieros robóticos, diseñaron una serie de 32 movimientos que la máquina tendrá que ejecutar. Los movimientos fueron llamados, "rascarse una picadura", "inclinarse y sacudir" o "sacude el culo", entre otros, reflejando así la intención de los artistas de animar al robot. La máquina parece adquirir consciencia y parece haberse transformado en un ser viviente que ha sido capturado y confinado en cuatro paredes de cristal.
Encima del cubo hay unos sensores de reconocimiento que miden si el líquido forma un círculo perfecto y si hay visitantes alrededor. El brazo robótico no solo trabaja, sino que saluda a los visitantes y se sacude, entre otras interacciones. Esto lo hace incluso más familiar a los visitantes.
Durante los años, se ha ido viendo como la actitud de la máquina ha ido decayendo. Comenzó en 2016 con unos movimientos ágiles y vivaces, y en 2019, el brazo se ha oxidado y manchado con pintura de hace tres años. Además, sus movimientos son lentos, apagados y sus interacciones ahora son negaciones de cabeza, desesperación y cansancio.

## Reacción

### Significado
En cuanto su significado y simbología, sus creadores no han querido pronunciarse al respecto. Muchos visitantes han dicho que el líquido se asemeja a la sangre pero los creadores señalan que la obra no está basada en el simbolismo y está abierta a la interpretación.
Sun Yuan & Peng Yu son conocidos por usar el humor negro para abordar temas polémicos, y la infinita tarea de la máquina se ha relacionado con una vista sísifa de los problemas contemporáneos relacionados con la migración y la soberanía. Las manchas de "sangre" que se acumulan a su alrededor evocan la violencia que resulta de vigilar y resguardar las zonas fronterizas. Quiere concienciar también sobre el uso creciente de la tecnología para monitorear nuestro entorno.

### Respuesta mediática
Esta tristeza fue grabada por una visitante y esto ha hecho que la obra se vuelva viral en TikTok, dando lugar a todo tipo de reacciones. La gente sentía compasión por la máquina, algunos se veían identificados y otros sentían pena por ella. Cada uno le daba un significado pero todos coincidían en el dolor que sentían al ver al brazo ejecutar una tarea interminable.